# Bácsborsód
Bácsborsód là một thị trấn thuộc hạt Bács-Kiskun, Hungary. Thị trấn này có diện tích 77,52 km², dân số năm 2010 là 1237 người, mật độ 16 người/km².